# ربوده شدن شهروندان ژاپنی توسط کره شمالی

در مه ۲۰۰۴، کره شمالی به پنج فرزند دو زوج ربوده شده اجازه داد کره شمالی را ترک کنند و به خانواده‌های خود که یک سال و نیم قبل به ژاپن بازگشته بودند، بپیوندند.

ربوده شدن شهروندان ژاپنی توسط کره شمالی، در ارتباط با ربودن شهروندان ژاپنی از ژاپن توسط مأموران دولت کره شمالی است که در یک دوره شش ساله از سال ۱۹۷۷ تا ۱۹۸۳ صورت گرفت.اگرچه تنها ۱۷ شهروند ژاپنی (هشت مرد و ۹ زن) به‌طور رسمی توسط دولت ژاپن به عنوان ربوده شده شناخته شده‌اند، ممکن است صدها مورد دیگر وجود داشته باشد. دولت کره شمالی رسماً به ربودن ۱۳ شهروند ژاپنی اعتراف کرده است.
شواهدی وجود دارد که بسیاری از شهروندان غیرژاپنی از جمله هشت شهروند از کشورهای اروپایی و یک شهروند از خاورمیانه، توسط کره شمالی ربوده شده‌اند.

## پس زمینه
در دهه ۱۹۷۰ تعدادی از شهروندان ژاپنی از مناطق ساحلی ژاپن ناپدید شدند. افرادی که ناپدید شده بودند، ژاپنی‌ها از طبقه متوسطی بودند که به‌طور فرصت طلبانه توسط نیروهای عملیاتی در کمین ربوده شدند. اگرچه مأموران کره شمالی مشکوک بودند، اما این عقیده که کره شمالی هیچ ارتباطی با ناپدید شدن‌ها نداشته است، به‌طور گسترده مورد تأیید قرار گرفت. بیشتر مفقودان در ۲۰ سالگی بودند. جوانترین آنها، مگومی یوکوتا، هنگامی که او در نوامبر ۱۹۷۷ از شهر ساحلی غربی ژاپن نیگاتا ناپدید شد، ۱۳ سال داشت.
برخی از قربانیان برای آموزش زبان ژاپنی و فرهنگ ژاپنی در مدارس جاسوسی کره شمالی ربوده شدند. قربانیان مسن تر نیز به منظور به دست آوردن هویت ژاپنی خود ربوده شدند. حدس زده می‌شود که زنان ژاپنی ربوده شده‌اند تا آنها را به همسری گروهی از تروریست‌های ژاپنی مستقر در کره شمالی متعلق به گروه تروریستی یودو گو پس از هواپیماربایی ژاپن ایرلاینز در سال ۱۹۷۰ ربوده‌اند و ممکن است برخی ربوده شده باشند؛ زیرا آنها به‌طور اتفاقی شاهد فعالیت‌های مأموران کره شمالی در ژاپن بودند که ممکن است ربوده شدن یوکوتا در سنین پایین را توضیح دهد.
برای مدت طولانی، این آدم‌ربایی‌ها توسط کره شمالی و هواداران آن (از جمله چونگ‌ریون و حزب سوسیالیست ژاپن) تکذیب می‌شد و اغلب یک تئوری توطئه تلقی می‌شد. با وجود فشارهای گروه‌های مادران ژاپنی، دولت ژاپن هیچ اقدامی انجام نداد. ادعاهایی وجود دارد مبنی بر اینکه این موضوع توسط ملی گرایان ژاپنی، از جمله نخست وزیران سابق ژاپن یوشییده سوگا و نخست‌وزیر سابق شینزو آبه برای «نظامی کردن بیشتر»، فشار برای بازنگری در قانون اساسی برای کاهش محدودیت‌های قانون اساسی در مورد ارتش، بازنگری در قانون آموزش پایه و پیگیری سایر اهداف سیاسی مورد استفاده قرار گرفته است.
چنین ادعاهایی توسط کیوکو ناکایاما، مشاور ویژه نخست‌وزیر ژاپن در توکیو در مورد موضوع آدم‌ربایی مورد انتقاد قرار گرفته است که گفت: "این در مورد نجات شهروندان ما [از آدم‌ربایی‌های مداوم] است. آنها مستحق همه حمایت‌های ممکن برای بازیابی آزادی و کرامت خود هستند.

## مذاکرات بین کره شمالی و ژاپن در سال ۲۰۰۲ و پس از آن
در ۱۷ سپتامبر ۲۰۰۲، نخست‌وزیر وقت ژاپن جونیچیرو کویزومی برای دیدار با رهبر کره شمالی کیم جونگ ایل برای اولین اجلاس سران ژاپن و کره شمالی، که در نهایت منجر به بیانیه ژاپن و کره شمالی پیونگ یانگ شد، از کره شمالی دیدن کرد. برای تسهیل عادی سازی روابط با ژاپن، کیم اعتراف کرد که کره شمالی حداقل ۱۳ شهروند ژاپنی را ربوده است و یک عذرخواهی شفاهی صادر کرد:
ما این موضوع را به‌طور کامل بررسی کرده‌ایم. دهه‌ها روابط خصمانه بین دو کشور زمینهٔ این حادثه را فراهم کرد، با این حال، این یک حادثه وحشتناک بود. من می‌دانم که این حادثه توسط نیروهای ویژه آغاز شده است. سازمان‌های مأموریتی در دهه‌های نوزده و هفتاد و هشتاد، با انگیزه‌های کورکورانه میهن‌پرستی و قهرمانی‌های نادرست… به محض اینکه نقشه و اعمال آنها به من رسید، کسانی که مسئول بودند مجازات شدند … این فرصت برای عذرخواهی صریح به خاطر رفتار تاسف بار آن افراد است، من اجازه نخواهم داد که دوباره این اتفاق بیفتد.
در این دیدار، کره شمالی همچنین برای هشت نفری که کره شمالی ادعا می‌کرد مرده‌اند، گواهی فوت ارائه کرد، اما در سال ۲۰۰۴ اعتراف کرد که این گواهی‌ها بلافاصله قبل از آن تهیه شده است. به چند دلیل، دولت ژاپن و سازمان‌های غیردولتی این سؤال را مطرح می‌کنند که آیا این هشت نفر واقعاً مرده‌اند یا خیر.
به گفته محقق روسی آندری لانکوف افشای کره شمالی یک اشتباه استراتژیک بود. آنچه که قرار بود ژست صداقت باشد، با خشم دولت ژاپن و عموم مردم مواجه شد، زیرا ادعاهایی که قبلاً تنها به عنوان تئوری توطئه تصور می‌شد، اکنون ثابت شده بود.
ژاپن با تلاش برای منزوی کردن کره شمالی با قطع تجارت و سایر مبادلات تلافی جویانه اقدام کرد. از نظر لانکوف، دولت کره شمالی «احتمالاً قبل از اعترافات مشابه در آینده، دو بار فکر خواهد کرد».

### بازگشت پنج قربانی و فرزندان آنها
بعداً کره شمالی به پنج قربانی که به گفته خودش زنده بودند اجازه داد به ژاپن برگردند، مشروط بر اینکه بعداً به کره شمالی بازگردند. قربانیان (که هویت آنها با آزمایش DNA، سوابق دندانی و تجزیه و تحلیل اثر انگشت تأیید شد) در ۱۵ اکتبر ۲۰۰۲ به ژاپن بازگردانده شدند. پنج قربانی بازگردانده شده عبارتند از: فوکی چیمورا (با نام خانوادگی هاماموتو)، یاسوشی چیمورا، یوکیکو هاسوئیکه (با نام خانوادگی اوکودو)، کائورو هاسوئیکه، سه فرزند خانواده چیمورا و دو فرزند خانواده هاسوئیکه که در کره شمالی به دنیا آمدند، پس از دومین سفر نخست‌وزیر ژاپن کویزومی به پیونگ‌یانگ در ۲۲ مه، اجازه یافتند که دوباره به والدین خود در ژاپن بپیوندند. ۲۰۰۴. آنها در ۱۸ ژوئیه ۲۰۰۴ به ژاپن بازگشتند. به گفته والدین و سایر بستگان آنها، هر پنج فرزند ابراز تمایل کردند که در ژاپن بمانند و به عنوان شهروند ژاپنی زندگی کنند.